# Zygaena loti
Zygaena loti es una especie de insectos lepidóptero de la familia Zygaenidae. Es de costumbres diurnas. Se encuentra en Europa.

## Taxonomía
Zygaena loti se divide en subespecies. Su envergadura alar es de 25 a 35 mm. Los adultos vuelan de junio a agosto, según el lugar.

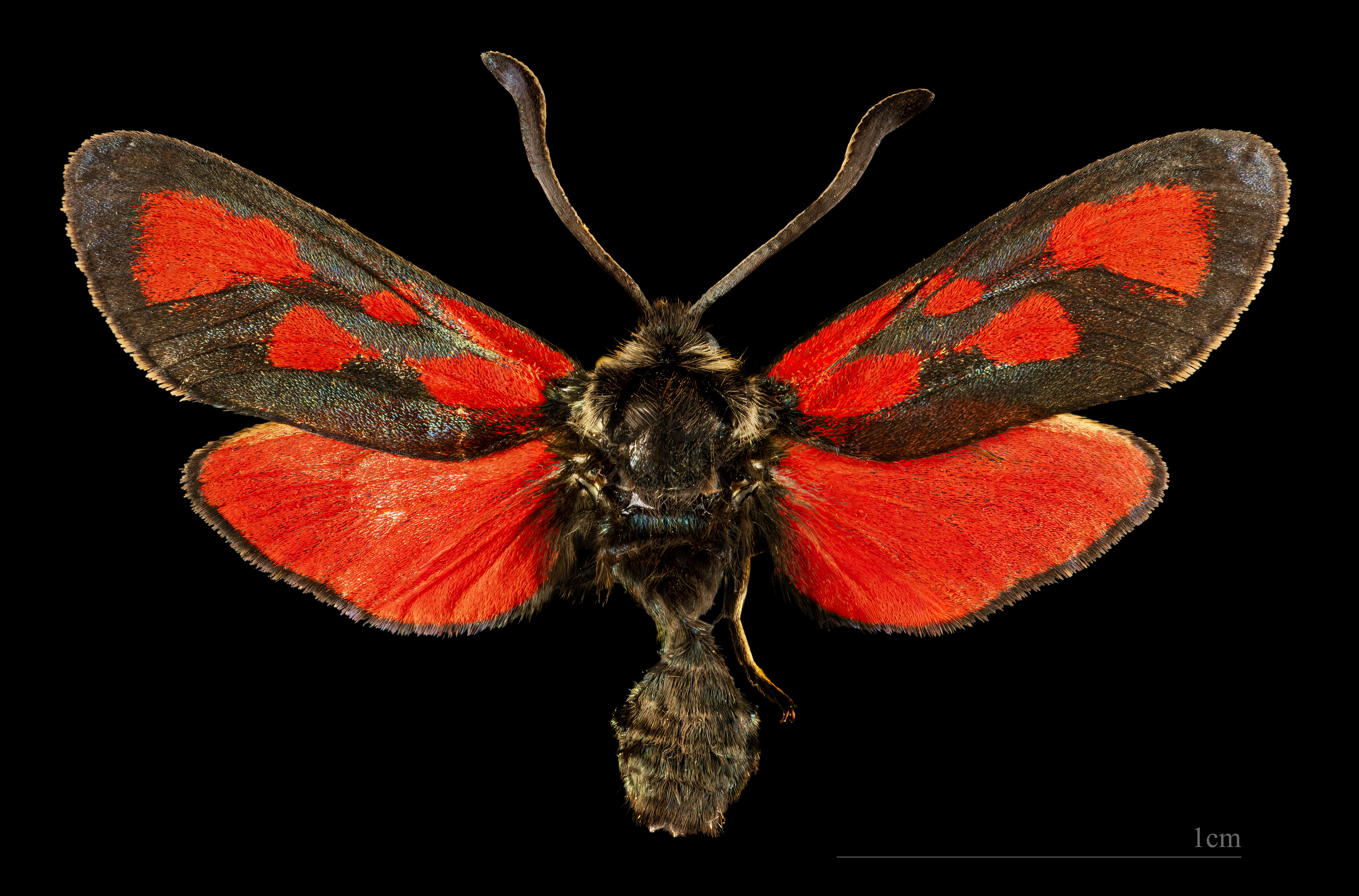
♀
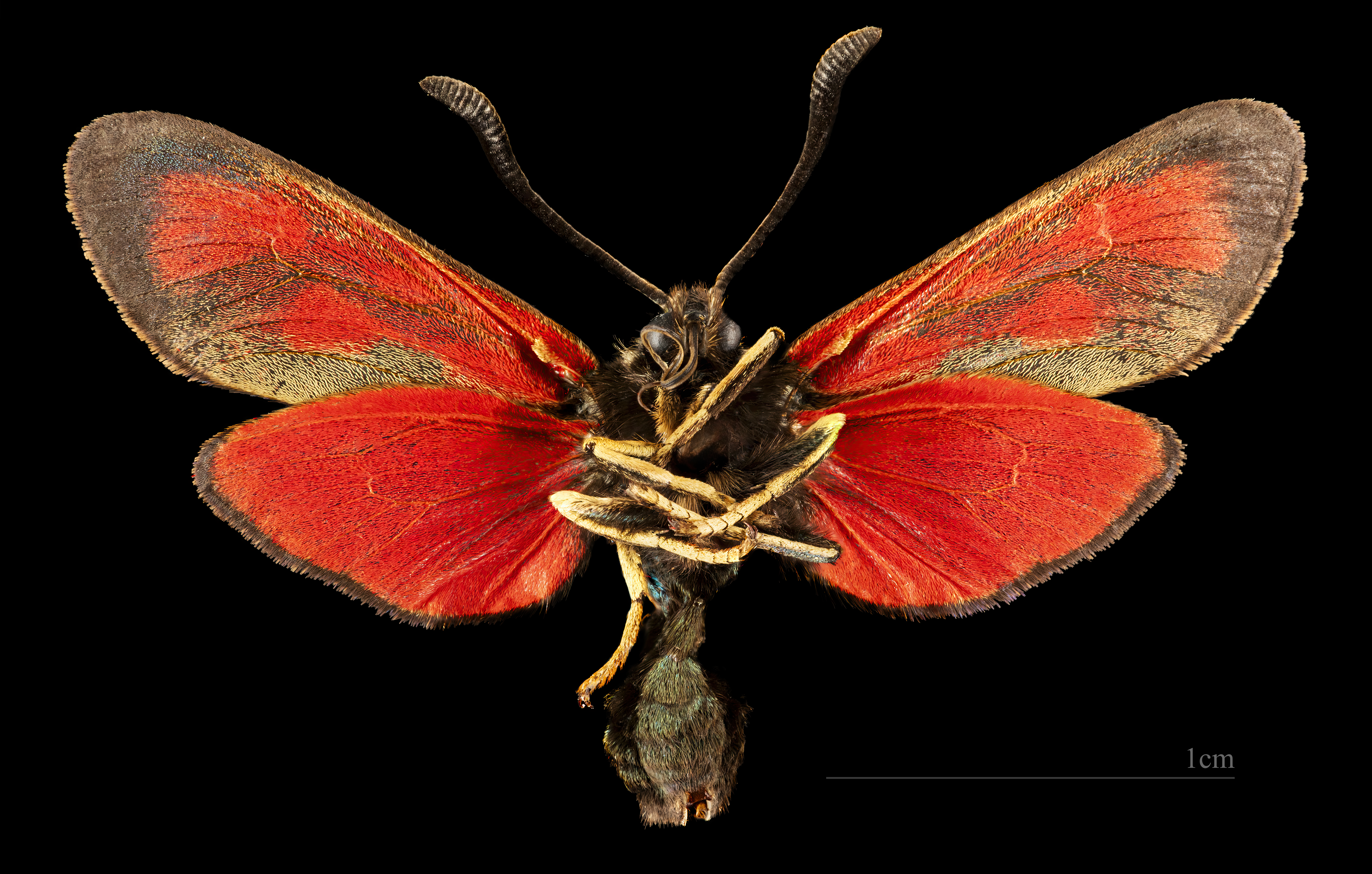
♀ △

## Subespecies
- Zygaena loti loti
- Zygaena loti achilleae (Esper, 1780)
- Zygaena loti alpestris Burgeff, 1914
- Zygaena loti arragonensis Staudinger, 1887
- Zygaena loti avilensis Koch, 1948
- Zygaena loti balcanica Reiss, 1922
- Zygaena loti erythristica Tremewan & Manley, 1969
- Zygaena loti failliei Dujardin, 1970
- Zygaena loti hypochlora Dujardin, 1964
- Zygaena loti janthina Boisduval, 1828
- Zygaena loti ligustica Rocci, 1913
- Zygaena loti macedonica Burgeff, 1926
- Zygaena loti miniacea Oberthur, 1910
- Zygaena loti osthelderi Burgeff, 1926
- Zygaena loti praeclara Burgeff, 1926
- Zygaena loti restricta Stauder, 1915
- Zygaena loti scotica (Rowland-Brown, 1919)
- Zygaena loti tristis Oberthur, 1884
- Zygaena loti wagneri Milliere, 1885
- Zygaena loti zobeli Reiss, 1921

## Oruga
Las orugas se alimentan de diversas fabáceas de los géneros Trifolium, Onobrychis, Hippocrepis, Astragalus, Coronilla, Lotus.